# Road Riot 4WD
Road Riot 4WD är ett racingspel utgivet 1991 i arkadhallarna. Spelet porterades även till SNES.
Spelaren styr en sandloppa utrustad med missiler. Banorna utspelar sig i Saudiarabien, Iowa, Afrika, Schweiziska alperna, Baja California, Antarktis, Ohio, Las Vegas, New Jersey, Kalifornien och Australien.

### Fotnoter
1. 1 2  Road Riot 4WD på Moby Games
2. ↑  Road Riot 4WD Arkiverad 5 juni 2012 hämtat från the Wayback Machine., information på GameFAQs